# Ludwig von Löhner

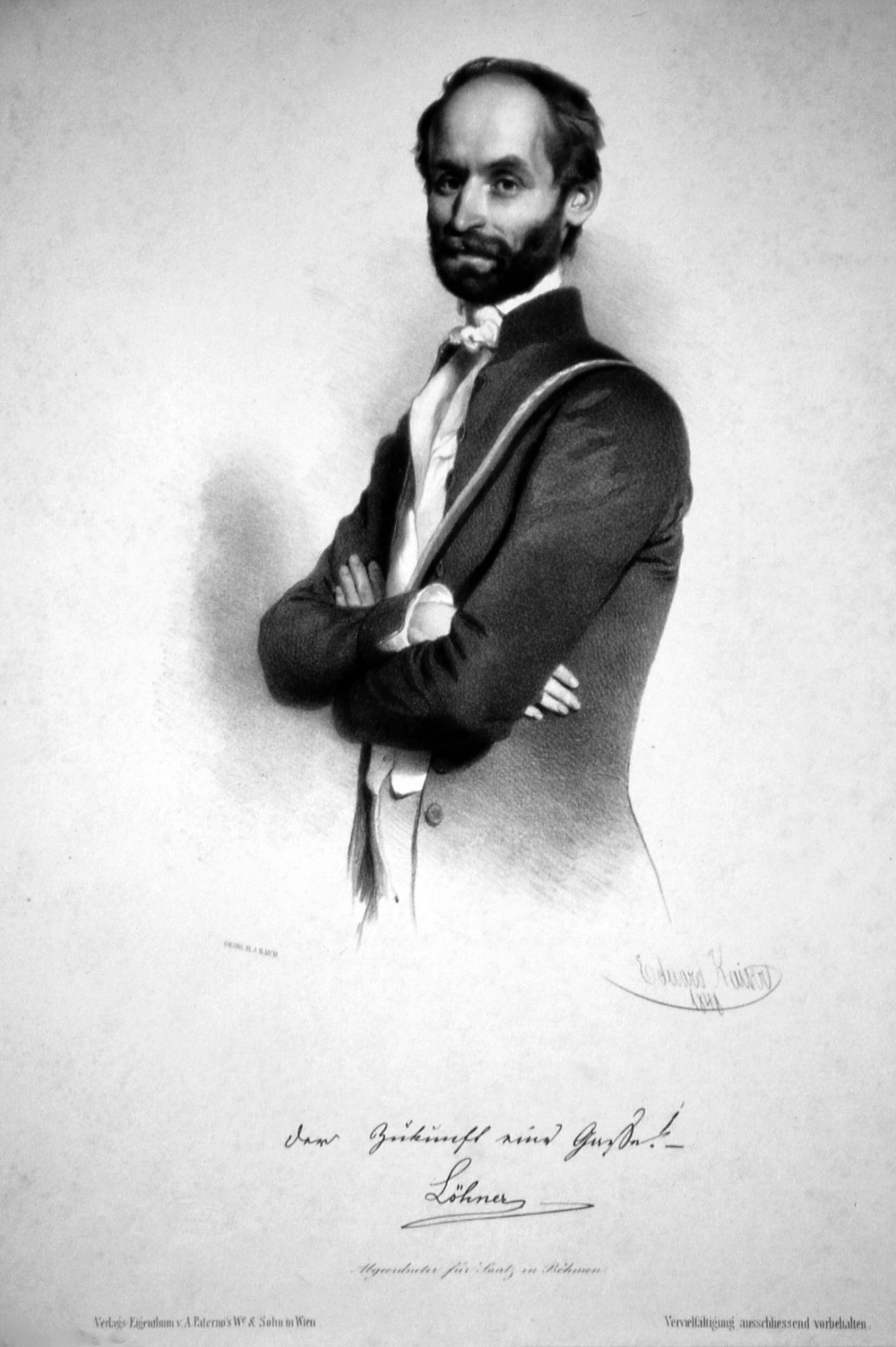
Ludwig von Löhner, Lithographie von Eduard Kaiser, 1848

Ludwig Edler von Löhner, bis 1836 Ludwig Löhner (* 24. September 1812 in Rostok, Böhmen; † 7. Mai 1852 in Marseille) war ein österreichischer Mediziner und Dichter. Während der Revolutionszeit wurde von Löhner zum Interessenvertreter der Deutschen in der k.k. Monarchie. Als Reichstagsabgeordneter war er zwischen 1848 und 1849 Wortführer der deutschen Linken. Seine Gedichte veröffentlichte er unter den Pseudonymen Ludwig von Morajn und Ludwig Rehland.

## Leben und Wirken
Ludwig von Löhner entstammte einer steirischen Exulantenfamilie, die während des Dreißigjährigen Krieges in Böhmen ansässig wurde und dort später zum Katholizismus konvertiert war. Er war der einzige Sohn des böhmischen Landesadvokaten und Besitzers des Gutes Rostok, Joseph Löhner, der 1836 in den erbländischen Adelstand erhoben worden war. Seine Mutter Franziska, war eine Tochter des Advokaten Josef von Mader.
Er studierte zunächst an der Prager Karl-Ferdinands-Universität Rechtswissenschaften. Nach Differenzen mit dem Professor für Römisches und Kanonischen Recht Joseph Helfert wechselte Löhner in das medizinische Fach und setzte seine Studien in Wien und Padua fort. 1836 übernahm von Löhner für seinen erkrankten Vater die Bewirtschaftung des Gutes Rostok. Im Jahr darauf verstarb sein Vater. Zu Beginn des Jahres 1839 wurde ihm das väterliche Mustergut Rostok in der Landtafel überschrieben. Da Löhner an der Ökonomie wenig Interesse hatte, verkaufte er das väterliche Gut Rostok am 30. Jänner 1839 an den Prager Bürger Joseph Leder und dessen Frau Anna, geborene Geřabek. Nach seiner Promotion zum Dr. med. praktizierte er ab 1840 als Sekundararzt am Allgemeinen Krankenhaus in Wien und eröffnete später eine Praxis als Armenarzt in der Vorstadt Rossau.
Erstmals politisch in Erscheinung trat von Löhner im Oktober 1847 mit einem weit beachteten Vortrag beim Juridisch-Politischen Leseverein, in dem er die Veränderung der politischen Verhältnisse in West- und Mitteleuropa ankündigte. Nach der Pariser Februarrevolution war von Löhner am 1. März 1848 Initiator eines Aufrufes zur Vereinigung von Bürgern und Landständen zum Sturze des Systems. Am 13. März 1848 hielt von Löhner in Wien vor Ärzten eine Rede, in der er die Teilnehmer auf die Mission Wiens zur Vollendung der politischen Revolution einschwor. Nachdem am Wiener Hof zwei tschechische Abordnungen aus dem Königreich Böhmen wegen einer Neuordnung des Landes vorstellig geworden waren, ergriff von Löhner die Initiative gegen die zunehmenden tschechischen Nationalbestrebungen und gründete in Wien den Verein der Deutschen aus Böhmen, Mähren und Schlesien zur Aufrechterhaltung ihrer Nationalität, der die Wahrung der Interessen der Deutschen zum Ziel hatte und unter dessen Dach sich zahlreiche örtliche Vereine bildeten. Der Verein strebte unter anderem eine Teilnahme an den Wahlen zur Nationalversammlung an und organisierte Protestaktionen der Deutschen in Böhmen. Im Namen des Vereins klagte von Löhner beim Ministerrat erfolgreich gegen das in der Böhmischen Charta vom 8. April 1848 abgegebene Verfassungsversprechen, das daraufhin in der Pillersdorfschen Verfassung keine Berücksichtigung fand. Der Verein erlangte starken Zulauf und wurde zur dominierenden politischen Kraft in den deutschsprachigen Gebieten des Königreiches Böhmen; binnen kürzester Zeit entstanden 74 Zweigvereine. Dieser Erfolg gab den Anlass zur Umbenennung zum Verein der Deutschen in Österreich, der damit auch die Interessenvertretung der deutschsprachigen Bevölkerung in den nicht zum Deutschen Bund gehörigen Kronländern Galizien, Dalmatien und der Bukowina übernahm. 1848 wurde Ludwig von Löhner im Wahlkreis Rumburg in die Nationalversammlung und im Wahlkreis Saaz in den Reichstag gewählt, wobei er auf das Frankfurter Mandat verzichtete.
Im Wiener Reichstag lieferte sich von Löhner, der ein glänzender Rhetoriker war und das Deutschtum als Garant für die Freiheit aller Nationalitäten ansah, poetische Rededuelle mit den Vertretern der slawischen Seite. Innerhalb der deutschen Abgeordneten avancierte von Löhner zum Wortführer der Linken. Wegen des drohenden Bürgerkrieges befürwortete von Löhner, der gleiche Bestrebungen der Tschechen und Polen bislang strikt abgelehnt hatte, im September 1848 einen Föderalismus von Ungarn. Zuvor hatte er sich am 26. August 1848 in Teplitz auf einem Vertrauensmännerkongress die Zustimmung für seine Vision einer Umgestaltung Österreichs zu einer Nationalföderation ohne Ungarn eingeholt, in der Kreise die bisherigen Kronländer ersetzen sollten.
Das Scheitern der Frankfurter Nationalversammlung in der nationalen Einheit Deutschlands sowie die blutige Niederschlagung des Wiener Oktoberaufstandes, während dessen Löhner erfolglos zwischen den Fronten vermittelt hatte, veranlassten ein Umdenken seiner Föderalismusansichten. Von Löhner setzte sich nunmehr für eine Verständigung mit dem gemäßigten slawischen Bürgertum ein und schlug die Errichtung der gleichberechtigten Teilstaaten Deutsch Österreich, Tschechisch Österreich, Polnisch Österreich und Slowenisch Österreich vor. Die Pläne bildeten zusammen mit den Vorstellungen von Matija Kavčič und František Palacký die Grundlage des Kremsierer Entwurfes. Dieses Umdenken löste in von Löhners deutschnationalem Umfeld Widerspruch aus. Am Kremsierer Reichstag nahm von Löhner wegen einer schweren Lungenkrankheit nur noch sporadisch teil, da er seine freiheitlichen Visionen als gescheitert ansah und einen Staatsstreich ahnte. Er reiste zunächst nach Frankfurt, um sich vor Ort über den Stand der Nationalversammlung zu informieren. Von dort kehrte er als gebrochener Mann nach Wien zurück. Hier und in Baden lebte er dann als Privatmann. Im Jahre 1851 reiste er zur Heilung seiner Tuberkulose allein nach Italien und wanderte von Venedig über Pisa und Nizza nach Marseille, wo er verstarb.

## Familie
Er heiratete Natalie Mayer von Alsó-Rußbach (1821–1899). Das Paar hatte mehrere Kinder, darunter:
- Hermann (1842–1902)
- Rosa (1844–1921) ⚭ Heinrich Siegel (1830–1899)

## Schriften
- Analogia morborum cum organismis. Med. Diss. 1838.
- unter dem Pseudonym Ludwig von Morajn: Gedichte. A. Duncker, Berlin 1848.
- Reden, gehalten am österreichischen konstituierenden Reichstage. Jasper Hügel und Manz, Wien 1850.
- Bojar und Zigeuner, Trauerspiel. 1851.